# Louis Wirion
Louis Wirion, né le 22 février 1764 à Logny (Ardennes), mort le 8 avril 1810 à Neuilly-sur-Seine, est un général français de la Révolution et de l’Empire.

## États de service
Il entre en service le 22 février 1784, comme dragon au régiment de Ségur et il obtient son congé en 1786 pour cause de maladie.
De retour à Paris, il reprend les travaux qu’il a commencés dans la carrière du barreau et en juillet 1789, il est élu major général d’un corps très nombreux de jeunes légistes, connue sous le nom de « volontaire de la basoche ». Le 1er septembre 1789, il est nommé lieutenant de cavalerie dans la Garde nationale soldée de Paris, qui devient la 29e division de gendarmerie en août 1791. Il reçoit son brevet de capitaine le 22 août 1792, à l’armée du Centre et le 20 septembre 1792, il se trouve à la bataille de Valmy, puis au siège de Namur  en novembre 1792.
Le 1er mars 1793, il a un cheval tué sous lui à la bataille d'Aldenhoven et le 18 mars, il se distingue à la bataille de Neerwinden. Il est nommé chef de brigade de gendarmerie à l’armée du Nord le 22 juin 1793, et il se fait de nouveau remarquer à la bataille de Hondschoote le 8 septembre 1793.
Il est promu général de brigade provisoire le 21 juin 1794 et il est chargé de 1795 à 1797, d’organiser la gendarmerie des neuf départements réunis. Le 10 juin 1797, il est nommé inspecteur général de la gendarmerie dans la 16e division militaire, et le 1er janvier 1798, il reçoit l’ordre d’organiser la gendarmerie dans les nouveaux départements de la rive gauche du Rhin. Le 2 mars 1800, il est chargé de former un corps nombreux de gendarmerie à pied dans les seize départements de l’armée de l’Ouest, avec ordre de lui appliquer le code réglementaire qu’il a rédigé lui-même pour les corps de la Belgique et de la rive gauche du Rhin.
Le 29 mars 1801, le premier consul le confirme dans son grade de général de brigade et l’envoie dans le Piémont pour organiser la gendarmerie de ce pays. Il prend le commandement supérieur des villes et citadelles de Verdun et le 3 décembre 1801, il devient inspecteur général de la gendarmerie. Il est fait chevalier de la Légion d’honneur le 11 décembre 1803, et commandeur de l’ordre le 14 juin 1804.
Chargé de la surveillance des prisonniers conformément à l’arrêté du 23 novembre 1803, il est accusé d’avoir extorqué des sommes considérables aux prisonniers anglais. La commission chargée d’enquêté reconnaît que les accusations sont fondées et elle transmet le 6 juin 1809, un rapport au ministre de la justice qui lui retire son commandement. 
Le 7 mars 1810, il est traduit devant la commission du conseil d’état chargée par l’Empereur, le 25 juillet 1809, de l’examen de sa conduite.
Il se suicide le 8 avril 1810, d’une balle dans la tête au bois de Boulogne.
Il est enterré au cimetière du Père-Lachaise (division 28).

## Sources
- (en) « Generals Who Served in the French Army during the Period 1789 - 1814: Eberle to Exelmans »
- Thierry Pouliquen, « Les généraux français et étrangers ayant servis [sic] dans la Grande Armée » (consulté le 3 mai 2015)
- A. Lievyns, Jean Maurice Verdot, Pierre Bégat, Fastes de la Légion-d'honneur, biographie de tous les décorés accompagnée de l'histoire législative et réglementaire de l'ordre, Tome 4, Bureau de l’administration, 1844, 640 p. (lire en ligne), p. 110.
- Arthur Chuquet, Ordres et apostilles de Napoléon (1799-1815), paris, librairie ancienne Honoré Champion, 1911, p. 73-99-114-116-272
- Charles Théodore Beauvais et Vincent Parisot, Victoires, conquêtes, revers et guerres civiles des Français, depuis les Gaulois jusqu’en 1792, tome 26, C.L.F Panckoucke, janvier 1822, 414 p. (lire en ligne), p. 240